# 2006 год в истории железнодорожного транспорта
2006 год в истории железнодорожного транспорта

## События

### В России
- Май — ОАО «РЖД» и Siemens Transportation Systems подписали соглашение о поставке 8 высокоскоростных поездов Velaro RUS, способных развить скорость до 250 км/ч (возможно увеличение до 330 км/ч), а также об их сервисном обслуживании в течение 30 лет или на пробег не менее 14 млн км.
- 23 июня — открыт новый железнодорожный вокзал в Алатыре (площадь 865 кв.м.)[1].

### В мире
- 23 января в Черногории сошёл с рельсов и упал в 150-метровый каньон реки Морача пассажирский поезд. В результате крушения погибли более 40 человек. Около 200 пассажиров получили ранения. Авария произошла из-за отказа тормозов локомотива на крутом повороте[2].
- 19 февраля — в Туркменистане завершено строительство Транскаракумской железной дороги (en).
- 26 мая — канцлер Германии Ангела Меркель совместно с министром транспорта Вольфгангом Тьефенсее (de) провели церемонию открытия Центрального вокзала Берлина.
- 1 июля открылась самая высокогорная железная дорога в мире — Цинхай-Тибетская железнодорожная магистраль.
- 21 августа в Египте близ города Кальюб столкнулись грузовой и пассажирский составы. Количество погибших составляет 80 человек, ещё 163 ранены[3].
- 4 сентября в Египте столкнулись пассажирский и грузовой составы. Столкновение произошло в 30 километрах к северу от Каира. 3 человека погибли, более 50 пострадало[4].

## Новый подвижной состав
- В России — 3 февраля Коломенский завод презентовал первый электровоз серии ЭП2К.[5]
- Во Франции фирма Alstom выпустила первые электропоезда серии TGV POS.
- В России на БМЗ начался выпуск тепловозов серии 2ТЭ25А.